# Leandro Pereira Gonçalves
Leandro Pereira Gonçalves (São Paulo, 5 de junho de 1979) é um historiador brasileiro, e professor de História da América Contemporânea e do Brasil Republicano no departamento de História da Universidade Federal de Juiz de Fora. Sua produção acadêmica enfoca os estudos das direitas, dos fascismos, integralismo, salazarismo e franquismo, principalmente em questões relacionadas à História da América Latina, nos campos da História Política e Cultural, assim como elementos transnacionais e abordagens comparadas com a Península Ibérica.

## Trajetória acadêmica
Em 2012, concluiu doutorado em História pela Pontifícia Universidade Católica de São Paulo. A pesquisa contou com um estágio no Instituto de Ciências Sociais da Universidade de Lisboa e resultou no livro Plínio Salgado: um católico integralista entre Portugal e o Brasil (1895-1975), publicado no Brasil pela FGV Editora e em Portugal pela Imprensa de Ciências Sociais. Possui estágio de pós-doutoramento pelo Centro de Estudios Avanzados da Universidad Nacional de Córdoba, Argentina. Tem experiência em vários níveis de ensino e pesquisa. Entre 2014 e 2017 foi Professor do Programa de Pós-Graduação em História da Pontifícia Universidade Católica do Rio Grande do Sul. No ano de 2017 foi professor visitante na Universidad de la Republica, Uruguay. Atualmente é Professor de História da América Contemporânea e do Brasil Republicano do Departamento de História da Universidade Federal de Juiz de Fora, com atuação no Programa de Pós-Graduação em História. Desde 2019 é Editor da Locus: Revista de História. É Bolsista de Produtividade em Pesquisa do CNPq e pesquisador FAPEMIG. Faz parte do Conselho Administrativo da International Association for Comparative Fascist Studies. Pesquisador do Observatório da Extrema Direita e colabora como Investigador do Centro de Estudos de História Religiosa da Universidade Católica Portuguesa e do HISPONA/Universidade de Santiago de Compostela. É Líder do Grupo de Pesquisa (CNPq) e Coordenador da Rede de Investigação Direitas, História e Memória (UFJF/UFF).

## Obra
Escreveu uma série de livros e artigos sobre o integralismo, tema que estuda há mais de vinte anos e no qual é uma referência.
O livro Plínio Salgado: um católico integralista entre Portugal e o Brasil (1895-1975), publicado em 2018, segundo o pesquisador Rodrigo Santos de Oliveira acrescentou "nova luz às pesquisas", e "supriu uma grande lacuna na historiografia sobre o integralismo brasileiro", sendo "leitura obrigatória para aqueles que se dedicam ou pretendem se dedicar ao estudo do integralismo brasileiro". Sobre a mesma publicação, Maria Inácia Rezola disse que foi desenvolvida com uma abordagem "particularmente interessante e original", e que a revisão da bibliografia apresentada na obra é de "extrema utilidade para estudiosos e todos os interessados no fenômeno das direitas radicais".
Em parceria com o historiador Odilon Caldeira Neto, publicou em 2020 o livro O fascismo em camisas verdes: do integralismo ao neointegralismo pela FGV Editora que teve boa aceitação, sendo indicado como um dos melhores livros de política de 2020, pelo jornal Folha de S.Paulo e pela Revista Veja. Com prefácio do jornalista da GloboNews, Octavio Guedes, a obra foi matéria de diversos jornais, revistas e vídeos especializado, além de resenhada por vários especialistas, como o historiador, professor da New School for Social Research, Federico Finchelstein que afirmou ser os autores "grandes especialistas no tema" e que se trata de um "texto essencial para entendermos que os riscos do fascismo e da ditadura no país mais importante da América Latina não são novidade". Os autores alertam que "os integralistas, que não desempenhavam papel formal na política brasileira, voltaram a disputar espaço no processo de emergência do Bolsonarismo." Em 2022 o livro foi publicado em inglês com título Fascism in Brazil: From Integralism to Bolsonarism. Com prefácio de Federico Finchelstein e Octavio Guedes, faz parte da série "Fascism and the Far Right"  da editora Routledge.
Ainda em 2022, ao lado da historiadora Gabriela de Lima Grecco, editou pela Alianza Editorial, Fascismos Iberoamericanos. Com prefácio do historiador britânico Roger Griffin, o livro é composto de capítulos que analisam a existência de um fascismo transnacional e, especificamente, ibero-americano.

### Publicações
- Fascism in Brazil: From Integralism to Bolsonarism (London; New York: Routledge, 2022) (com Odilon Caldeira Neto)
- Fascismos iberoamericanos (Madrid: Alianza Editorial, 2022) (editado com Gabriela de Lima Grecco)[17]
- Ação integralista em Minas Gerais: estudos e historiografia (Juiz de Fora: Editora UFJF, 2022) (com Everton Fernando Pimenta)
- O fascismo em camisas verdes: do integralismo ao neointegralismo (Rio de Janeiro: FGV Editora, 2020) (com Odilon Caldeira Neto)[18]
- Igrejas e Ditaduras no mundo lusófono (Recife: Edupe, 2020; Lisboa: Imprensa de Ciências Sociais, 2019) (editado com Maria Inácia Rezola)
- Abordagens cruzadas no mundo atlântico: relações contemporâneas entre a Península Ibérica e a América (Rio de Janeiro, Recife: Autografia, Edupe, 2019) (editado com Érica Sarmiento)
- Plínio Salgado: um católico integralista entre Portugal e o Brasil (1895-1975) (Lisboa: Imprensa de Ciências Sociais, 2017; Rio de Janeiro: FGV Editora, 2018)[19]
- Entre tipos e recortes: histórias da imprensa integralista, 3 volumes (Porto Alegre: EdiPUCRS, 2017, 2018; Rio de Janeiro: Autografia, 2019)
- Militares e Política no Brasil (São Paulo: Expressão Popular, 2018; 2ª edição em 2021) (editado com Marly Vianna, Paulo Ribeiro da Cunha e Jefferson Rodrigues Barbosa)[20]
- Espaços e sociabilidades no mundo ibero-americano (Porto Alegre, EdiPUCRS, 2017) (editado com Vinícius Liebel)
- Políticas educacionais e regimes autoritários: intelectuais, projetos e instituições (Rio de Janeiro, Porto Alegre: Autografia, Edupe, EdiPUCRS, 2017) (editado com Maurício Parada)
- Depois dos cravos: liberdades e independências (Porto Alegre, EdiPUCRS, 2017) (editado com Marçal Paredes)
- Diálogos entre autoritarismo e democracia no mundo ibero-americano (Porto Alegre, EdiPUCRS, 2017) (editado com Marçal Paredes)
- Histórias da política autoritária: integralismos, nacional-sindicalismo, nazismo e fascismos (Porto Alegre: EdiPUCRS, 2016) (editado com Giselda Brito Silva e Maurício Parada)
- Dimensões do poder: história, política e relações internacionais (Porto Alegre: EdiPUCRS, 2015) (editado com Marçal Paredes, Luciano Abreu e Helder Silveira)
- Presos Políticos e Perseguidos Estrangeiros na Era Vargas (Rio de Janeiro: Mauad, 2014) (editado com Marly Vianna e Érica Sarmiento)